# Frejlev Skov
Frejlev Skov ligger øst for landsbyen Frejlev på det sydøstlige hjørne af Lolland tæt på Nysted, og har i mange hundrede år haft en usædvanlig skæbne. Byens bønder havde, som kun ganske få i Danmark, beholdt ejendomsretten til en række skove i byens udkant på trods af, at de ellers var fæstebønder på linje med næsten alle andre på øerne. 
Ifølge et sagn skulle det være dronning Margrete 1., der skænkede dem skovene som løn for tapper færd, muligvis i forbindelse med erobringen af en befæstet gård, som skal have ligget tæt på Guldborg Sund på sydsiden af Frejlev Å. 
Det tidligste bevis for bøndernes ret er dog et privilegiebrev udstedt af Christian 2. i 1521, hvori han bekræfter, at bønderne må drive deres svin på olden i deres egne skove uden at betale noget til kongen. Tilsvarende breve blev udstedt i 1528, 1535, 1641, 1666 og i 1670. Desuden har vi mange retsreferater og domme om forhold vedrørende skoven, både fra den tid hvor Frejlev hørte under kronen, nemlig Ålholm Slot, og fra tiden efter at slottet var solgt til Emmerentia von Raben af Frederik 4. i 1726. 
Alle disse papirer viser os, hvordan skiftende lensmænd og ejere konstant udfordrede bøndernes ret, men at disse hver gang gik til modangreb og vandt ved hjælp af konge, rigsråd og diverse retsinstanser, helt op til Højesteret.
Regional cykelrute nr. 38, Paradisruten, fører tæt forbi Frejlev Skov.

## Naturbeskyttelse
Frejlev Skov  er en gammel naturskov med  mange truede og sjældne arter, og er af  forskere på Center for Makroøkologi, Evolution og Klima på Københavns Universitet udpeget som en af landets vigtigste skove for natur og biodiversitet. I skoven lever minimum 664 skovlevende arter dyr, planter og svampe, hvoraf  26 er truede arter og 13 sjældne arter. Et areal på 20 hektar, fordelt på tre parceller i skoven, blev i 2020 opkøbt, for at sikre naturen i skoven. Det er sket  via et samarbejde mellem Verdens Skove og Den Danske Naturfond.
De store sten fra istiden i Frejlev Skov og de nærmeste omgivelser blev fredet i 1929.

## Drabet på ridefogeden – Knækkerygstenen
Mindst én gang gik det så vidt, at bønderne greb til vold for at få deres ret. Måske var det i lovligt selvforsvar mod en angriber. Det var i 1533, da lensmanden på Ålholm var Jürgen von der Wisch, én blandt mange, som har fået ord for at være bondeplager. Efter en del års våbenstilstand gik han angiveligt i aktion, da Frederik 1. døde og privilegiebrevets bestemmelser måske ikke kunne håndhæves. Begivenhederne kan rekonstrueres således: Med udkommanderet hjælp fra nabobyen Kettinge gik slottets ridefoged i gang med at fælde træer i Frejlevs skove. Bønderne fra Frejlev mødte imidlertid op med høtyve og leer, og naboerne fra Kettinge fortrak skyndsomst. Fogeden havde en luntebøsse med og gjorde anstalter til at skyde. Det var jo en langsom proces, og inden han var klar, blev han stukket ned med en høtyv. Død var han ikke, men resten af bymændene fulgte trop med deres høtyve, og til sidst løftede smeden den mishandlede mand op og brækkede hans ryg på en spids sten. Den dag i dag kan man besigtige Knækkerygstenen, som står på strandengen ud mod Guldborg Sund. Det er dog næppe den rigtige sten, for efter alt at dømme foregik drabet en del længere mod vest. 

## Skalkekorset
Jürgen von der Wisch lod sine soldater omringe Frejlev og forhindrede bønderne i at passe deres arbejde. Det lykkedes dog 2 af byens indbyggere at undslippe og komme til København, hvor rigets mægtigste mænd var forsamlet for at vælge ny konge. Herredagen udstedte en ordre til Jürgen von der Wisch om at lade bønderne i fred og tiltale dem på rette vis efter loven for manddrab.
Efter nogle måneder blev Jürgen von der Wisch af andre grunde erstattet af Johan Rantzau som lensmand på Ålholm. Det var midt under Grevens Fejde, så først da der atter var fred i landet, forelagdes sagen for den nye konge Christian 3. Han benådede bønderne, hvis de inden en vis frist leverede 24 kridhvide okser med røde ører til Ålholm. Det lykkedes kun at skaffe 22, og derfor snød de ved at farve ørerne på 2 helt hvide okser røde. Desværre var farven ikke vejrbestandig, så bedraget blev opdaget. Situationen må have moret kongen, for han benådede igen de Frejlev skalke og beordrede dem til at rejse et vejkors til evig markering af deres skam. Korset, Frejlev Skalkekors, står der endnu som et af ganske få vejkors i Danmark. Det har ganske vist været fornyet flere gange, i 1862, i 1953 og senest d. 11. maj 2014, og bymændene i Frejlev synes vist ikke, det er en skamstøtte. De opfatter det snarere som et minde over deres succesfulde modstand mod overmagten gennem mange århundreder.

## Mere om skovene
Oprindeligt var Danmarks skove ejerløse, men blev brugt af alle byens bønder, en alminding. Gradvist tog kongen og adelen kontrollen over skovene. Men i Frejlev fik man altså sine skove som fælles ejendom. I begyndelsen af 1800-tallet blev landsbyfællesskabet efterhånden afløst af selveje, og i den forbindelse blev skovene i 1821 opdelt i lodder, som knyttedes til hver sin gård. Siden da er skovparterne blevet handlet, så det i dag ikke nødvendigvis er gårdene i Frejlev, som ejer skoven. Frejlev har dog stadig sit bylav, og der vælges en oldermand til at opbevare lavskisten, der gamle dage indeholdt byens dyrebare dokumenter. 
Den historie er enestående, men skovene har også en anden kvalitet. Inde i skovene, eller lige udenfor, findes en stor mængde oldtidsminder (se også Nagelsti): mindst 3 runddysser, 9 langdysser, 5 jættestuer og 108 bronzealderhøje.